# Romano Fogli
Romano Fogli (Santa Maria a Monte, 21 januari 1938 - aldaar, 21 september 2021) was een Italiaans profvoetballer.

## Carrière
Fogli werd geboren in Santa Maria a Monte. Hij begon zijn carrière bij Torino FC. Daarna speelde hij bij nog een aantal andere clubs.

## Internationale Carrière
Fogli heeft 13 interlands gespeeld voor het Italiaans voetbalelftal van 1958 tot 1967. Hij heeft ook gespeeld op het Wereldkampioenschap voetbal 1966.